# Colegios japoneses en el extranjero

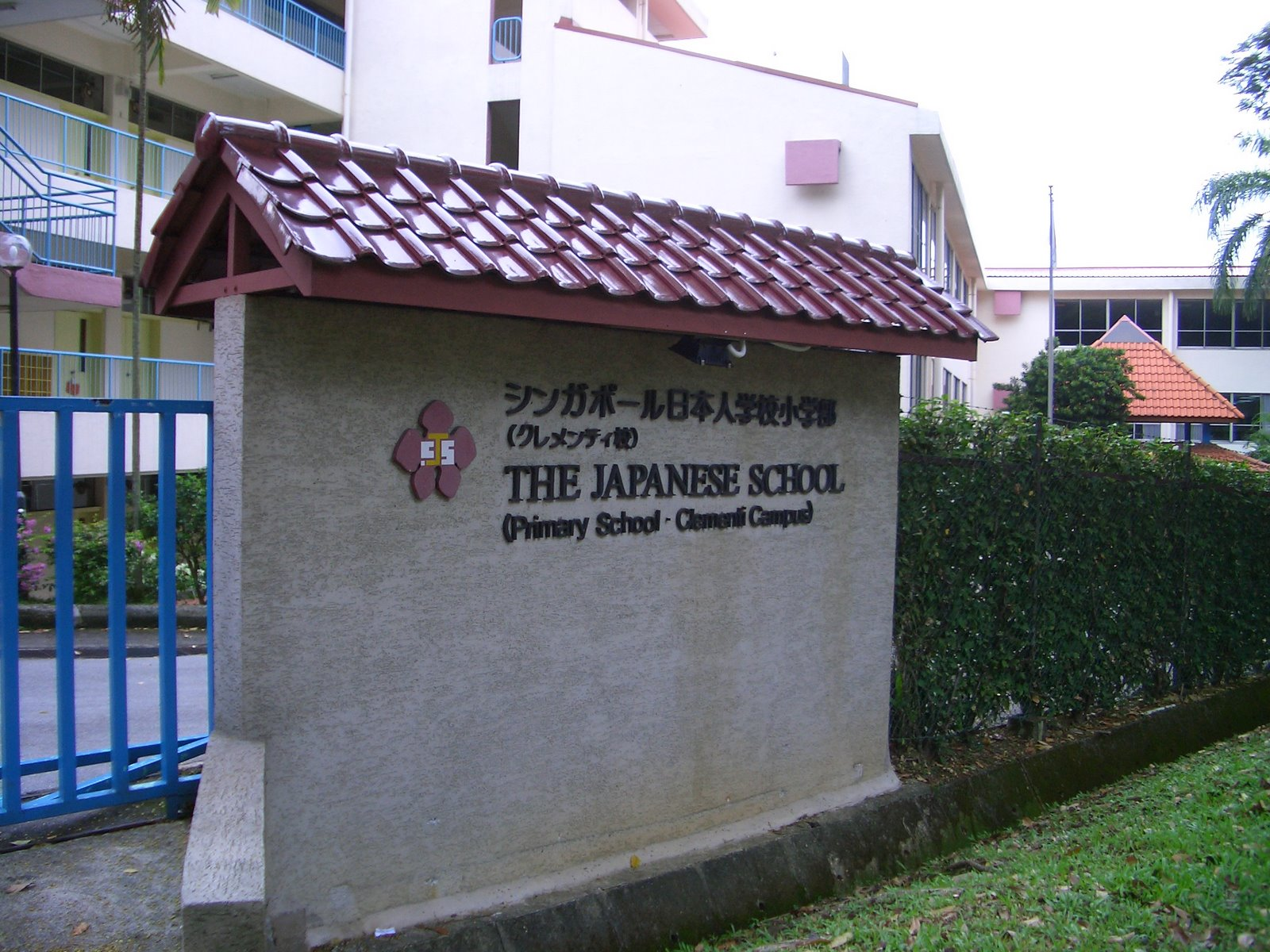
The Japanese School Singapore (Q "Escuela Japonesa de Singapur") Primary School Clementi Campus, Singapur; a partir de 2013 esta escuela es la más grande escuela japonesa en el extranjero del mundo

Un colegio internacional japonés (日本人学校 Nihonjin gakkō?, lit. escuela para personas japonesas) es un instituto de tiempo completo ubicado fuera de Japón para hablantes nativos del idioma japonés. Es una escuela de expatriados (un centro de enseñanza extranjero), diseñado para niños cuyos padres están trabajando en misiones diplomáticas, de negocios, o educativas en el extranjero, y tienen planes de regresar a Japón algún día.
Estas escuelas ofrecen exactamente el mismo plan de estudios usado en los institutos públicos de educación primaria y media, así que cuando los estudiantes regresan a Japón, no se quedarán atrasados en los cursos. Algunas escuelas sólo aceptan ciudadanos japoneses, en otras admiten estudiantes hablantes de japonés sin importar la ciudadanía.

## Historia

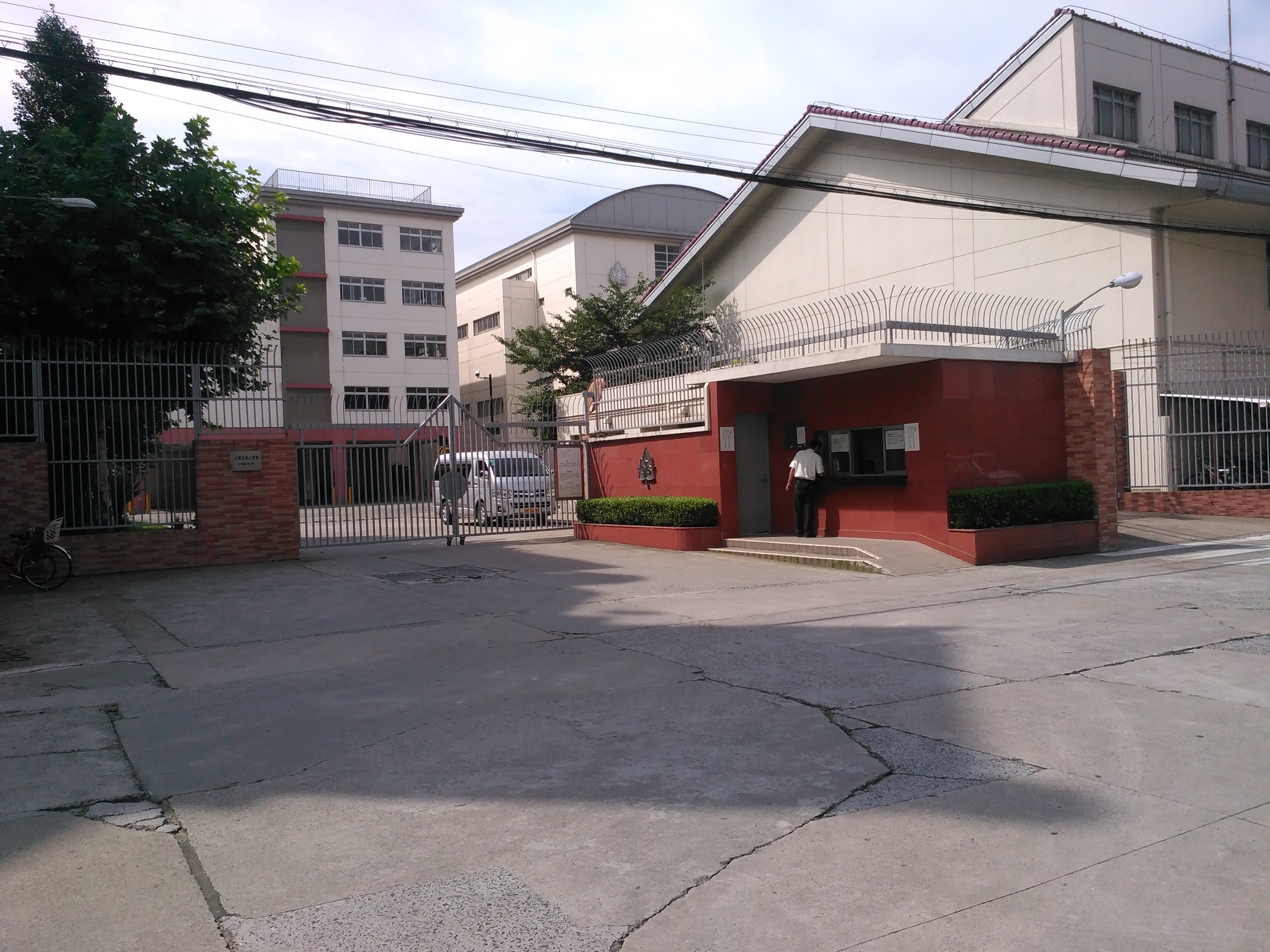
Campus Hongqiao de la Escuela japonesa de Shanghái (Q)

Algunos de los colegios japoneses del extranjero en Asia tienen una larga historia, establecidos originalmente como escuelas públicas en los territorios ocupados por Japón en Tailandia, Filipinas y Taiwán.[cita requerida]
Luego de la recuperación de Japón después de la Segunda Guerra Mundial, aumentó el número de institutos de educación internacionales japoneses, en el que se brindaban educación primaria y secundaria básica alrededor del mundo. El primer instituto japonés en el exterior luego de la postguerra fue la Escuela japonesa de Bangkok (Q), inaugurado en 1956.
A partir de 1985 el Ministerio de Educación de Japón comenzó a fomentar el desarrollo de colegios japoneses en el extranjero (日本人学校 Nihonjin Gakkō?) en los país en vías de desarrollo, mientras que fomentó la apertura de institutos complementarios japoneses a tiempo parcial (補習授業校 Hoshū jugyō kō?) en los países desarrollados. Sin embargo, algunos padres japoneses en los países desarrollados —además de aquellos en países en vías de desarrollo— hicieron campaña a favor de la apertura de colegios japoneses en países desarrollados debido a su preocupación respecto de la educación de sus hijos.

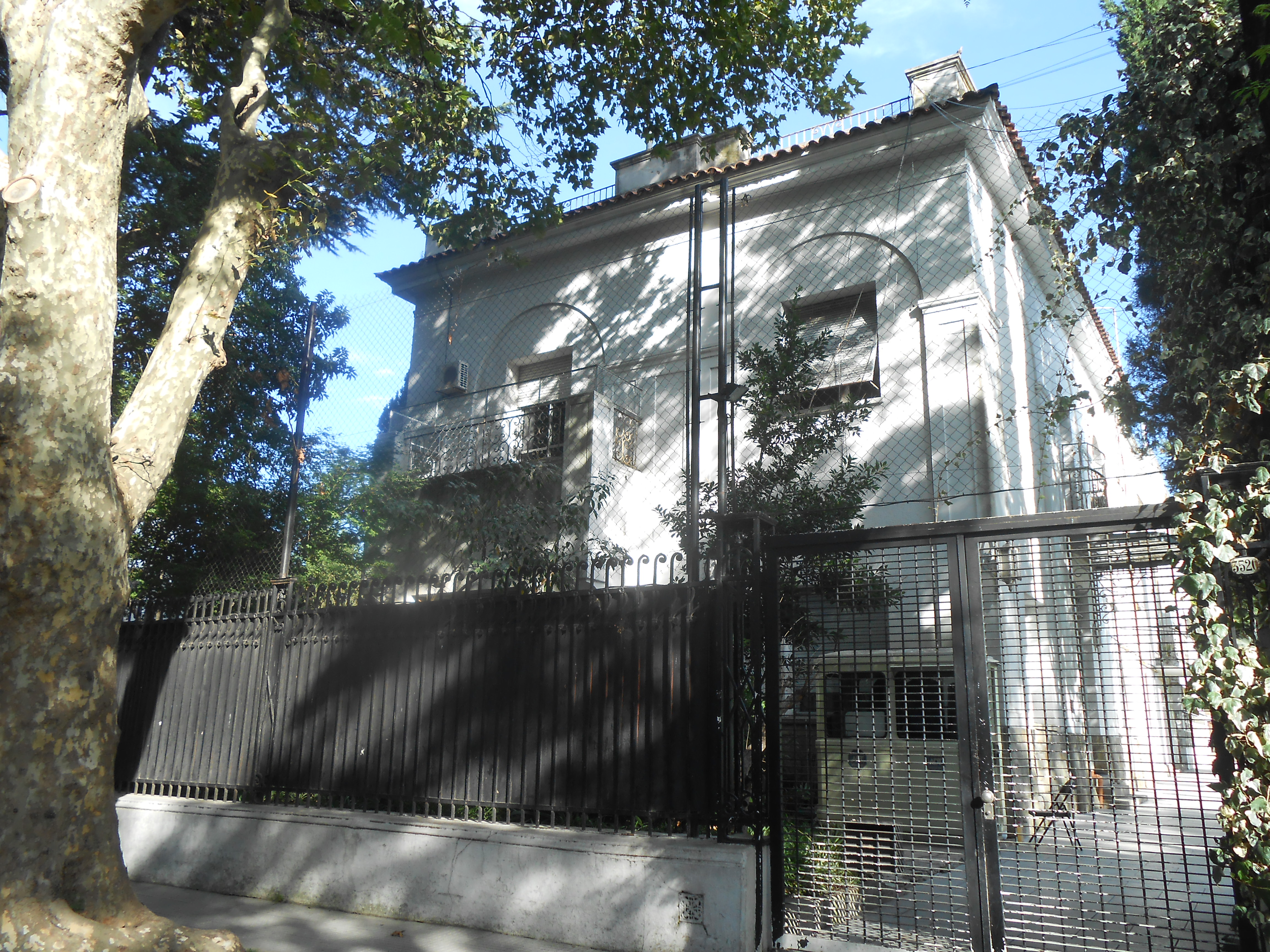
Asociación Cultural y Educativa Japonesa/Colegio Japonés en Buenos Aires (ブエノスアイレス日本人学校)

Para 1971, había veintidós nihonjin gakkō en todo el mundo. Durante el rápido crecimiento económico de la posguerra en los años 1950 hasta principios de los años 1970, y en la burbuja financiera e inmobiliaria en Japón de los años 1980, el país había ganado poder económico, muchas empresas comerciales generales y las grandes industrias enviaon a sus empleados por todo el mundo. Ahí fue cuando se fundaron muchos institutos japoneses en el extranjero para educar a sus hijos en Asia, Europa, el Medio Oriente, y en las Américas.[cita requerida] Para 1987 el número de nihonjin gakkō había aumentado a ochenta y dos institutos.
A principios de los años 1980, el 40% de los niños japoneses que vivían en Europa asistían a nihonjin gakkō, mientras que casi el 95% de los niños japoneses viviendo en el exterior en Asia asistían a nihonjin gakkō.

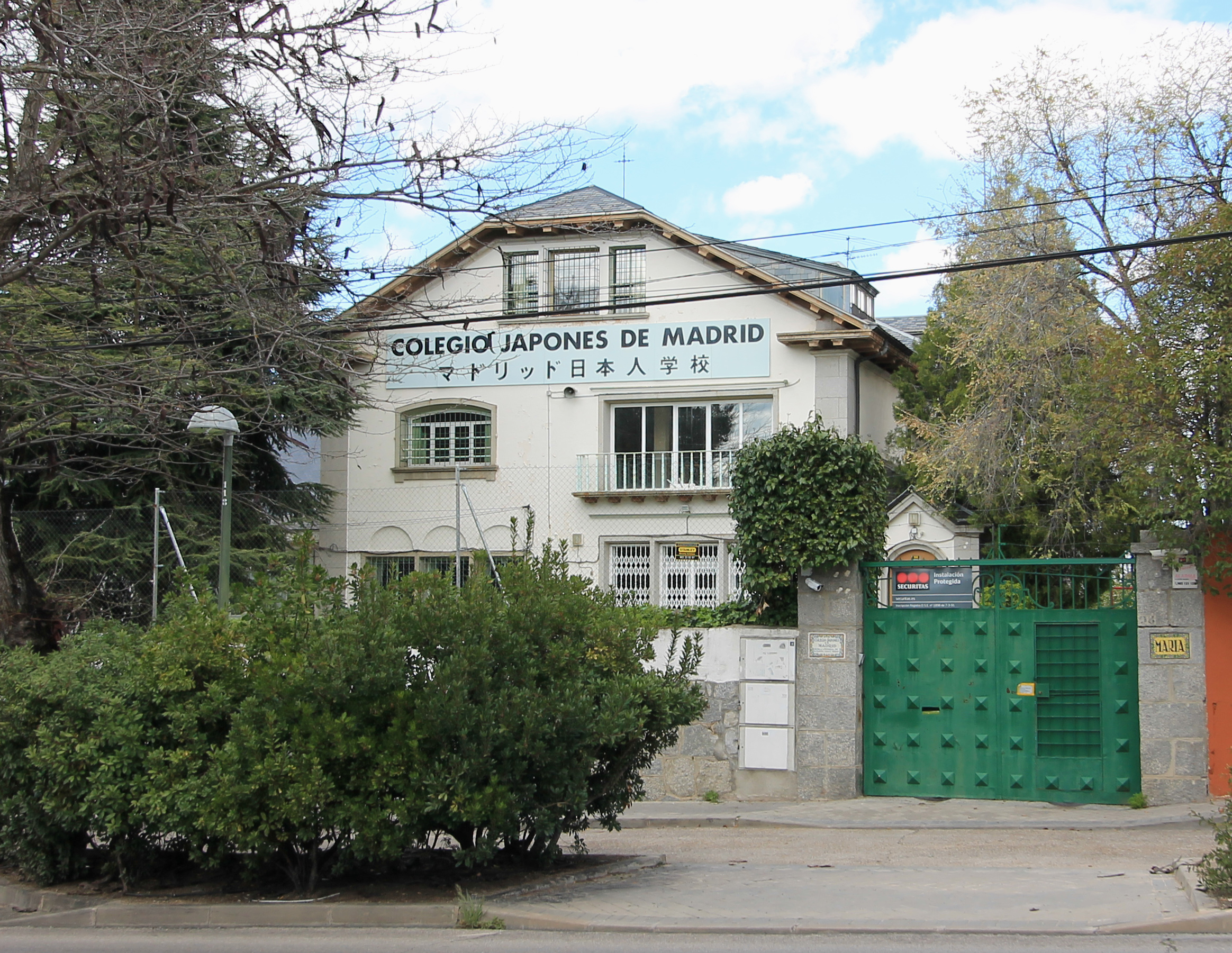
Colegio Japonés de Madrid

Con frecuencia, muchos padres japoneses en el extranjero envían a sus hijos a Japón para que asistan allí a institutos de preparatoria luego de que completaran el ciclo básico de educación secundaria en el exterior, o si no, dejan a los niños atrás en Japón al irse al exterior, para que ellos puedan acostumbrarse a los sistemas de ingreso difíciles de las universidades japonesas. Toshio Iwasaki, el editor de la revista Journal of Japanese Trade & Industry, afirmó que esta es la razón por la que no se desarrollaron las escuelas secundarias preparatorias japonesas en otros países. Rikkyo School in England (Q) fue la primera escuela internacional en el extranjero que brindaba el nivel educativo de preparatoria, incorporando clases del nivel de secundaria preparatoria después de 1975, y a esto le siguió el Lycée Seijo (Q) de Francia, inaugurado en 1986. En 1991 había preparatorias internacionales japonesas en funcionamiento en Estados Unidos, Francia, Reino Unido, Singapur, Alemania, Dinamarca e Irlanda.
Hacia 1991 muchas escuelas secundarias japonesas en el extranjero aceptaban estudiantes que eran residentes en Japón, y algunas familias de clase alta residentes en Japón, que eligieron enviar a sus hijos a escuelas japonesas en el exterior en lugar de escuelas japonesas de Japón.
Mientras Japón estaba experimentando una recesión importante denominada la década perdida, muchos nihonjin gakkō fueron cerrados debido a una notoria disminución en las inscripciones.[cita requerida]
No obstante, debido a su economía en crecimiento, China constituye una excepción. Los institutos en Pekín, Shanghái y Hong Kong han aumentado, y se fundaron nuevos en Dalian, Guangzhou, Tianjin, Qingdao y Suzhou desde 1991.[cita requerida]
En el 2004, había ochenta y tres escuelas japonesas diurnas en cincuenta países.

## Características

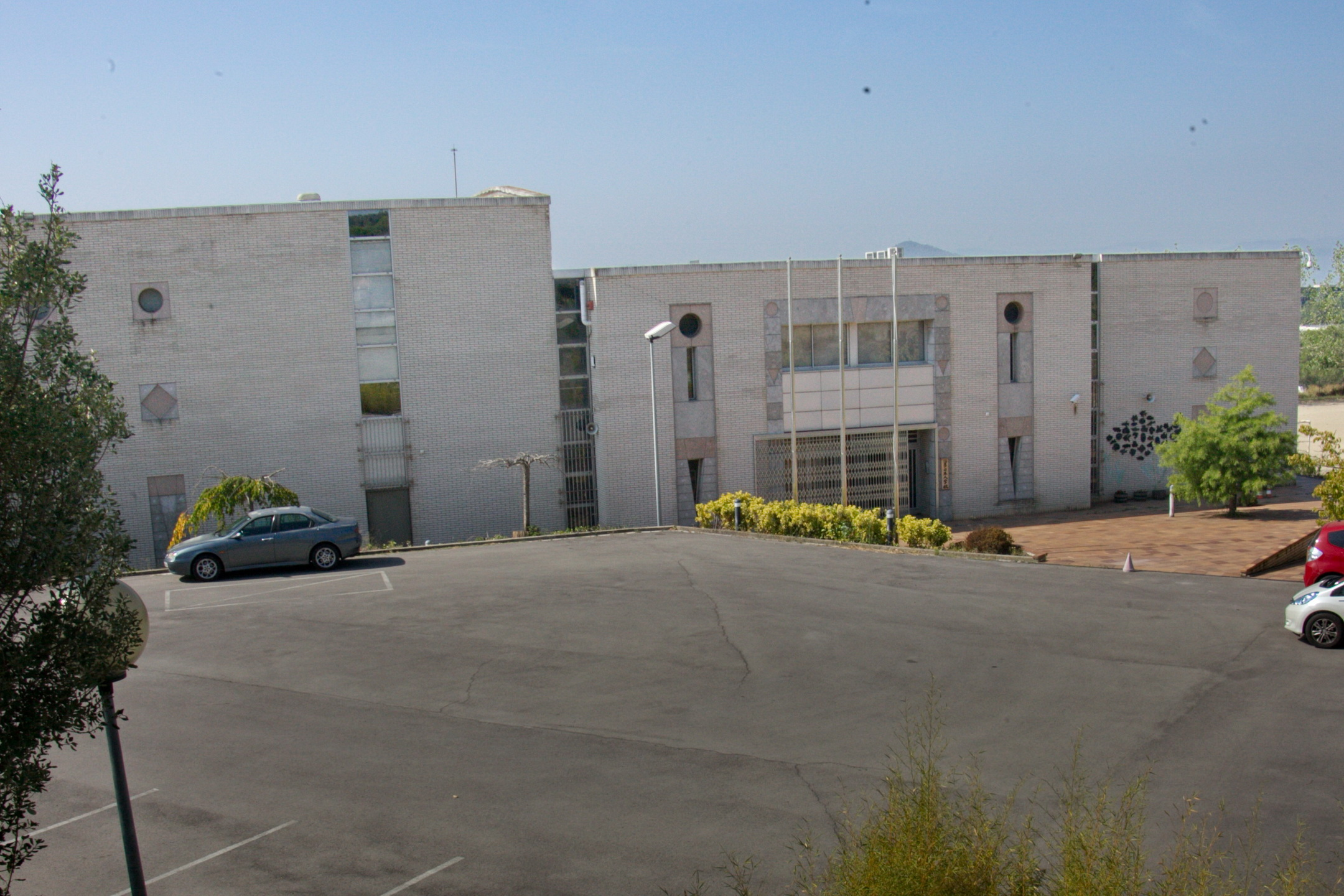
Colegio Japonés de Barcelona

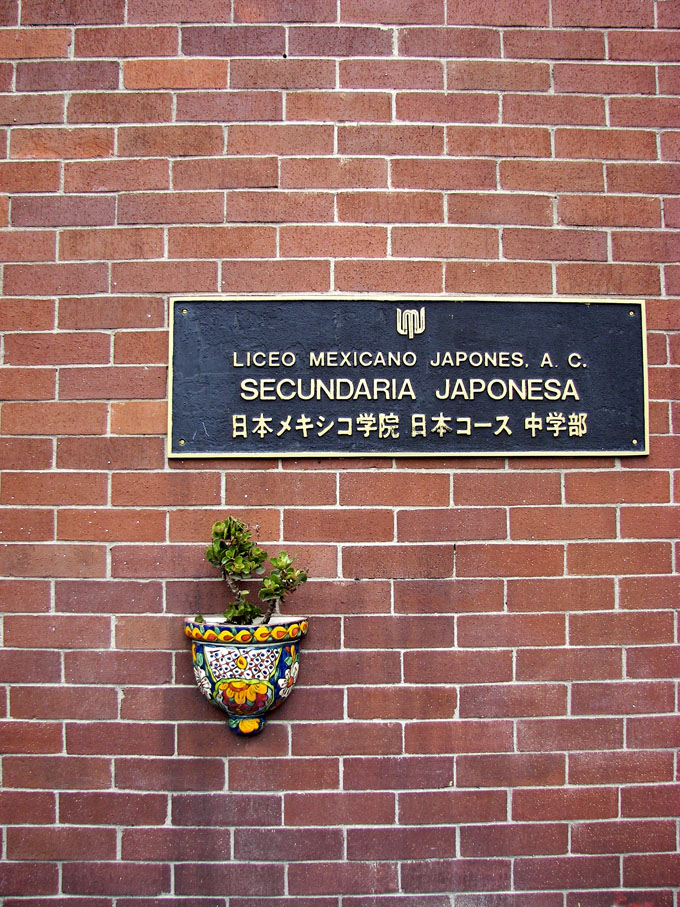
La escuela secundaria de la sección japonesa del Liceo Mexicano Japonés (日本メキシコ学院)

Nihonjin gakkō usan como idioma de enseñanza al idioma japonés, y las escuelas usan el plan de estudios aprobado por el Ministerio de Educación, Cultura, Deportes, Ciencia y Tecnología de Japón (MEXT) a fin de que los estudiantes puedan adaptarse fácilmente al regresar a Japón. Para las clases de idioma extranjero, por lo general estos institutos imparten clases de inglés y, si es diferente, de un idioma local principal del país en donde se ubica el instituto. La mayoría de los nihonjin gakkō no admiten estudiantes que no sean japoneses.

## Tendencias
En el 2005, los padres japoneses residentes en Estados Unidos y Europa por lo general prefieren las escuelas locales sobre los nihonjin gakkō, mientras que los padres japoneses en Asia y el Medio Oriente prefieren los nihonjin gakkō.
Desde principios de los años 1990, muchos padres optaron por una escuela local o una escuela internacional por sobre un nihonjin gakkō.[cita requerida] Asimismo, en su mayoría prefieren que sus hijos reciban una educación en inglés.

## Ubicaciones

### Europa
- España
  - Colegio Japonés de Barcelona (San Cugat del Vallés)
  - Colegio Japonés de Madrid (Madrid) (EN)

### América
- Argentina
  - Colegio Japonés en Buenos Aires/Asociación Cultural y Educativa Japonesa (Buenos Aires) (ブエノスアイレス日本人学校)
- Chile
  - Escuela Japonesa de Santiago (サンチャゴ日本人学校)/Instituto de Enseñanza Japonesa (Santiago de Chile)
- Colombia
  - Asociación Cultural Japonesa (Bogotá) (ボゴタ日本人学校)
- Costa Rica
  - Escuela Japonesa de San José (San José) (サンホセ日本人学校)
- Guatemala
  - Escuela Japonesa en Guatemala (Ciudad de Guatemala) (グァテマラ日本人学校)
- México
  - Liceo Mexicano Japonés (Ciudad de México)
  - Escuela Japonesa de Aguascalientes (アグアスカリエンテス日本人学校 Aguasukarientesu Nihonjin Gakkō) (Aguascalientes)
  - Instituto Educativo Japonés de Guanajuato (グアナファト日本人学校 Guanafuato Nihonjin Gakkō) (Irapuato)
- Panamá
  - Escuela Japonesa de Panamá (パナマ日本人学校) (Ciudad de Panamá)
- Paraguay
  - Colegio Japonés en Asunción (Asunción) (アスンシオン日本人学校)
- Perú
  - Asociación "Academia de Cultura Japonesa" (Lima) (リマ日本人学校)
- Venezuela
  - Colegio Japonés de Caracas (Caracas) (カラカス日本人学校)

## Antiguas ubicaciones
Europa:
- España
  - Colegio Japonés de Las Palmas[10]
    - Abrió en la década de los 1970. En 2001 el número de alumnos disminuyó porque de la reducción de la comunidad japonesa causado por el retiro de la flota japonesa en Las Palmas.[11] Cerró permanentemente en el marzo de 2001.[12]

Latinoamérica:
- Ecuador
  - Escuela Japonesa de Quito (キト日本人学校 Kito Nihonjin Gakkō) - Cerró permanentemente en 2003.[13]